# 奧迪極限體驗營

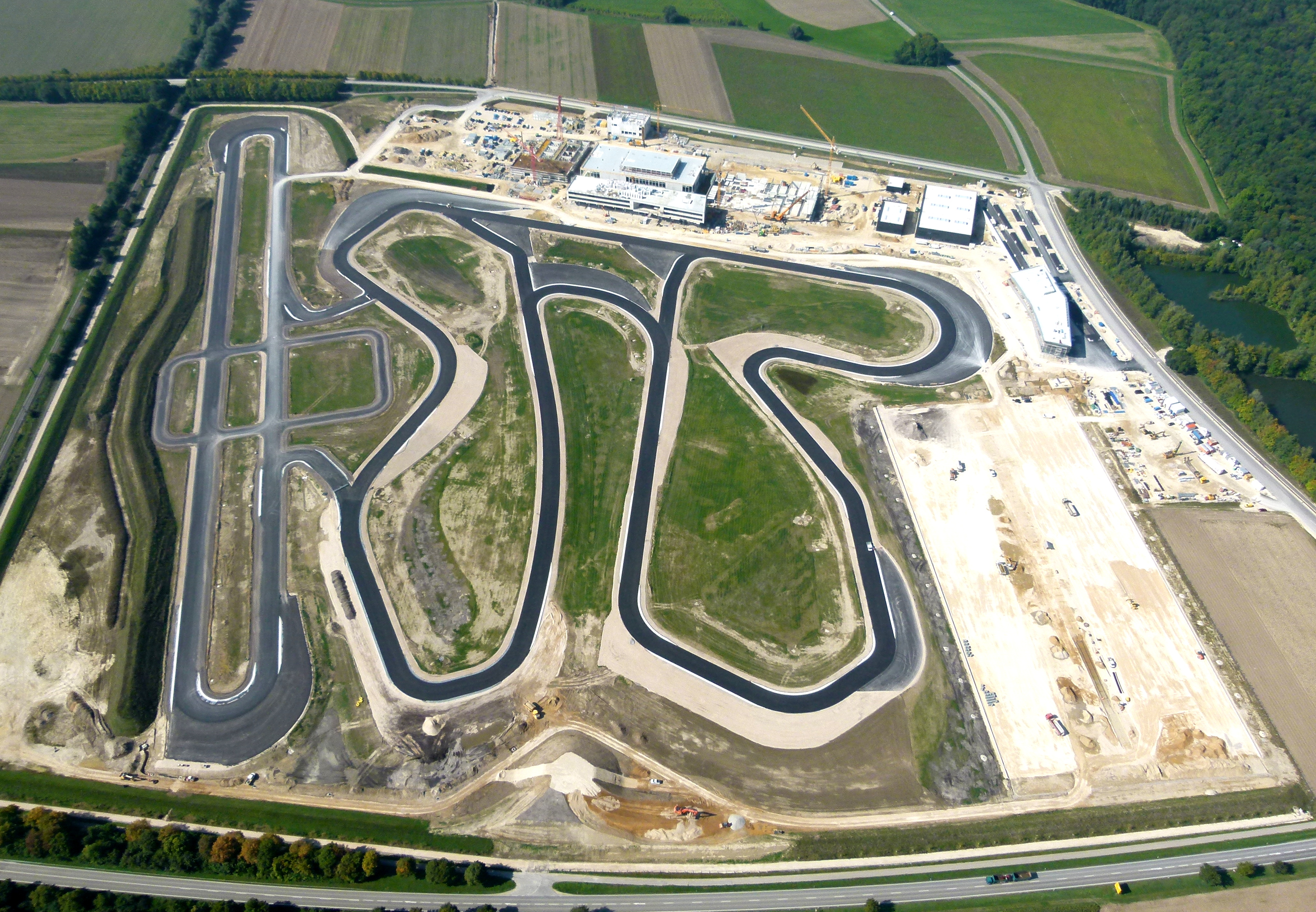
Audi driving experience center Luftaufnahme 2013

奧迪極限體驗營（英語：Audi Driving Experience）是由德國奧迪自1983年開始舉辦的高性能車輛進階駕駛訓練課程和培育計畫，通常在國家級賽道舉辦。其目的在於教育車輛駕駛正確的發揮車輛應有性能，安全的體驗車輛極限。除了透過理論教學，也讓學員們實際下賽道操作。讓駕駛者可以充分發揮奧迪車輛的性能。

## 外部連結
- Audi.com （页面存档备份，存于） international portal